# بیژن‌آباد (رودبار جنوب)
بیژن‌آباد یا بیژن‌آباد علیا، روستایی در دهستان بیژن‌آباد بخش مرکزی شهرستان رودبار جنوب در استان کرمان ایران است. این روستا، مرکز دهستان بیژن‌آباد است.

## جمعیت
بر پایه سرشماری عمومی نفوس و مسکن در سال ۱۳۹۵، جمعیت این روستا برابر با ۱٬۱۴۰ نفر (۳۱۲ خانوار) بوده است.